# Trophée des Champions de rugby à XIII
Trophée de rugby à XIII récompensant le vainqueur du match entre le Champion de France Elite et le vainqueur de la Coupe de France Lord Derby

## Histoire
En 2009, la Fédération Française de Rugby à XIII décide de créer cette compétition entre le vainqueur du championnat de France Elite1 de Rugby à XIII et le vainqueur de la Coupe de France Lord Derby.
L'organisation est confiée au Comité de la Gironde de Rugby à XIII et au club de Facture Boïens XIII, ce trophée lance la saison 2009/2010.
Le 19 septembre 2009 sous un déluge et dans le Stade Roger Garnung de Facture, Champion de France le FC Lézignan XIII remporte ce match 20 à 16 face à l'AS Carcassonne, vainqueur de la Coupe de France 2009

## Palmarès

### Champion de France contre vainqueur de la Coupe de France
| Année | Vainqueur            | Finaliste      | Score | Lieu                        | Notes |
| ----- | -------------------- | -------------- | ----- | --------------------------- | ----- |
| 2009  | FC Lézignan XIII (1) | AS Carcassonne | 20-16 | Stade Roger Garnung,Facture |       |